# Vertrag von Aachen

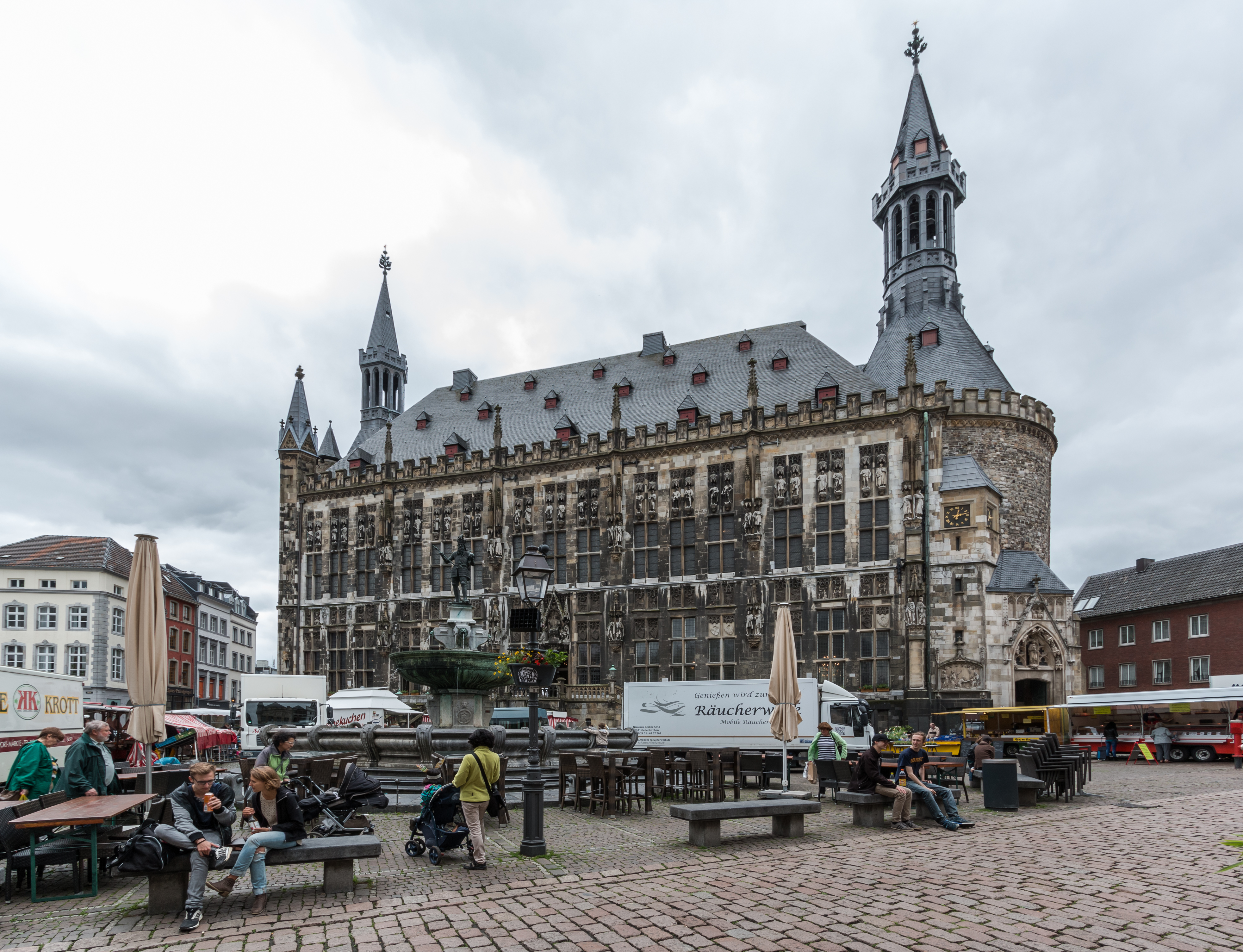
Rathaus von Aachen, wo der Vertrag unterzeichnet wurde

Der Vertrag über die deutsch-französische Zusammenarbeit und Integration (französisch Traité sur la coopération et l’intégration franco-allemandes), kurz als Vertrag von Aachen oder Aachener Vertrag (frz. Traité d’Aix-la-Chapelle) bezeichnet, ist ein bilaterales Abkommen zwischen den EU-Staaten Deutschland und Frankreich. Er wurde am 22. Januar 2019, dem 56. Jahrestag des Elysée-Vertrages, von der Bundeskanzlerin Angela Merkel und dem französischen Staatspräsidenten Emmanuel Macron im Krönungssaal des Aachener Rathauses unterzeichnet.

## Vorgeschichte und Unterzeichnung
Den Vorschlag für eine Neuauflage des Élysée-Vertrags von 1963 unterbreitete Emmanuel Macron erstmals am 26. September 2017 in seiner Rede an der Sorbonne. Aus diesem Anlass sprachen sich sowohl erneut Macron als auch Angela Merkel dafür aus, die Zusammenarbeit in Wirtschaft, Gesellschaft, Politik und Technologie zu vertiefen.
Für die Unterzeichnung des neuen Vertrages durch Staatspräsident Macron und Bundeskanzlerin Merkel am 22. Januar 2019, dem 56. Jahrestag des Élysée-Vertrags, wurde der Krönungssaal des historischen Aachener Rathauses gewählt, da Aachen als Hauptresidenz Karls des Großen die gemeinsame Geschichte repräsentiert.
An der Zeremonie nahmen neben Macron und Angela Merkel weitere hochrangige Politiker teil, u. a. Klaus Johannis, Staatspräsident von Rumänien, das im ersten Halbjahr 2019 den Vorsitz im Rat der Europäischen Union innehatte, der Präsident der Europäischen Kommission Jean-Claude Juncker, der Präsident des Europäischen Rates Donald Tusk, der Ministerpräsident von Nordrhein-Westfalen Armin Laschet, sowie der deutsche Außenminister Heiko Maas und dessen französischer Amtskollege Jean-Yves Le Drian.

## Inhalt
Der Vertrag von Aachen besteht aus insgesamt 28 Artikeln. Die sechs Hauptabschnitte des Vertrags sind überschrieben: 1. Europäische Angelegenheiten, 2. Frieden, Sicherheit und Entwicklung, 3. Kultur, Bildung, Forschung und Mobilität, 4. Regionale und grenzüberschreitende Zusammenarbeit, 5.
Nachhaltige Entwicklung, Klima, Umwelt und wirtschaftliche Angelegenheiten, 6. Organisation.
Ziel des Vertrages ist es unter anderem, die kulturelle Vielfalt zu stärken (§9) sowie die Sicherheitsinteressen beider Staaten anzugleichen. 2021 haben das Goethe-Institut und das Institut français auf Grundlage des Vertrags das Deutsch-Französische Kulturinstitut Palermo (DFKI Palermo) gegründet. Weitere Kulturinstitute sind unter anderem in Erbil (Irak), Bischkek (Kirgisistan) und Rio de Janeiro (Brasilien) geplant. Insgesamt sollen neun Institute entstehen.
Ziel ist außerdem, die Verbindungen zwischen der deutschen und der französischen Zivilgesellschaft zu stärken: „Beide Staaten richten einen gemeinsamen Bürgerfonds ein, der Bürgerinitiativen und Städtepartnerschaften fördern und unterstützen soll, um ihre beiden Völker einander noch näher zu bringen.“ Aus diesem Artikel ging im April 2020 der Deutsch-Französische Bürgerfonds hervor.
Außerdem intensiviere man die Zusammenarbeit in der Verteidigungspolitik beider Staaten inklusive der gegenseitigen Hilfe in Krisenlagen.
Weitere Punkte sind die Schaffung einer deutsch-französischen digitalen Plattform für audiovisuelle Inhalte und Informationsangebote sowie die Verbesserung grenzüberschreitender Bahnverbindungen (Artikel 16).

## Kritik

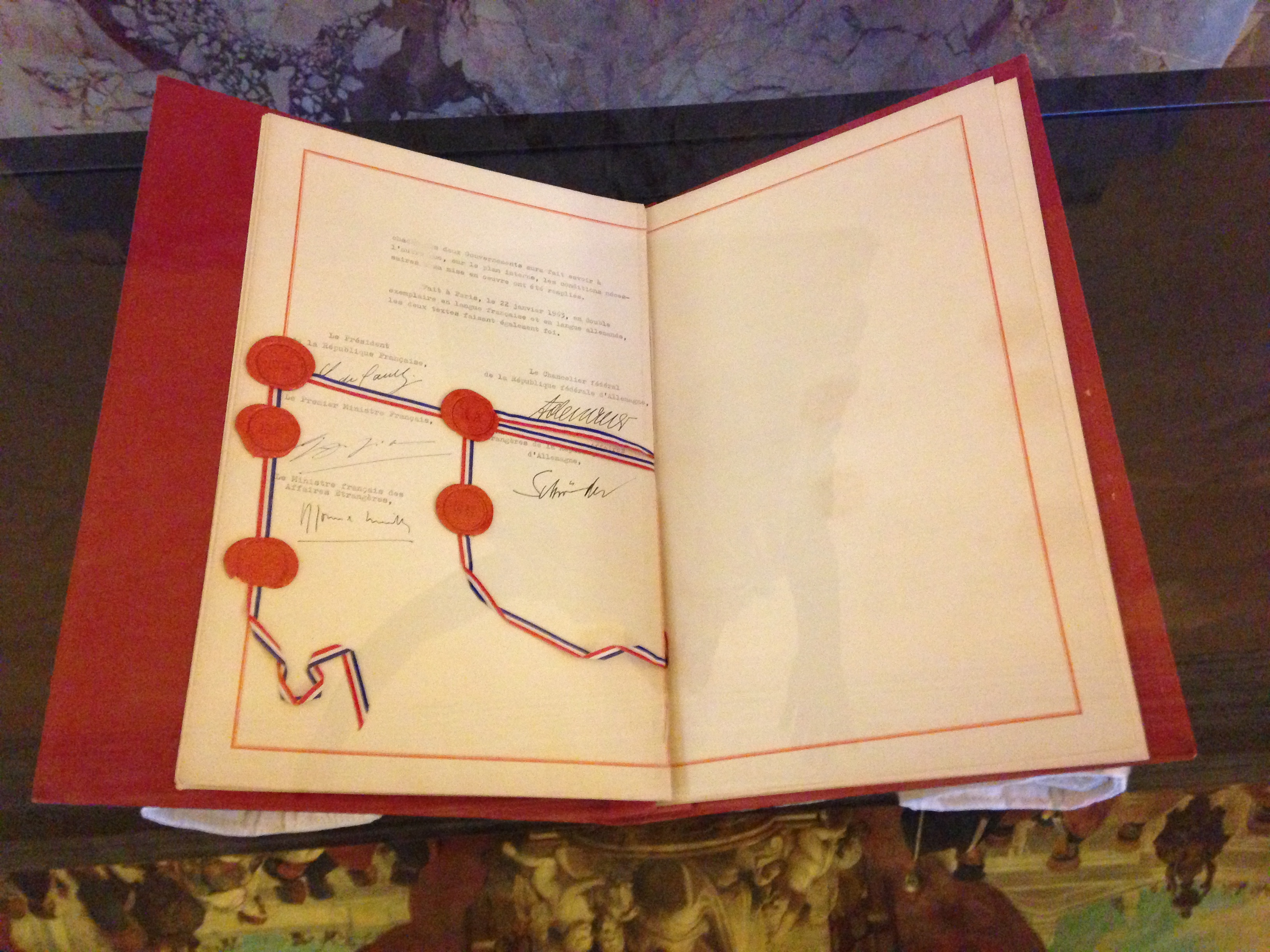
Das Originaldokument des Élysée-Vertrags im Élysée-Palast, letzte Seite mit den Unterschriften

Der Vertrag von Aachen löste auch Kritik aus und erregte teilweise populistisch ausgeschlachtete Phantasien. Der ehemalige Präsident von Tschechien Václav Klaus bezeichnete den Vertrag als „Geheimvertrag über den faktischen Zusammenschluss Frankreichs und Deutschlands“, der das Ziel verfolge, als „Frankodeutschland“ Europa zu beherrschen; er stellte dies in die Tradition der Politik von Hitler und Napoleon. Weiterhin befürchtete er, dass ein neuer „Superstaat“ in einem „parallelen Integrationsprojekt“ zur EU entstehe.
In Frankreich behauptete Marine Le Pen, Vorsitzende des rechtsextremen Rassemblement National, der Vertrag stelle einen Verrat bezüglich französischer Interessen dar. So sehe der neue Kooperationsvertrag etwa die Stärkung sogenannter Eurodistrikte im Grenzbereich von Frankreich vor. Dies komme einer Bevormundung des Elsass gleich. Ähnliche Äußerungen gab auch der national-populistische Politiker Nicolas Dupont-Aignan ab, der die angebliche geheime Verhandlung beklagte und behauptete, der Vertrag führe zu einer Teilung des französischen UN-Sicherheitsratsitzes.
Der Vorsitzende der Linkspartei La France insoumise, Jean-Luc Mélenchon, kritisierte, mit dem geplanten Wirtschaftsrat ebne Macron den Weg für weitere Streichungen bei Sozialleistungen und Löhnen. Außerdem werde eine „Jagd auf Arbeitslose“ vorgenommen.
In Deutschland ging der Fraktionsvorsitzende der Grünen im Bundestag, Anton Hofreiter, indes von einer Zusammenarbeit auf Sparflamme aus.
Die abrüstungspolitische Sprecherin Sevim Dağdelen der Fraktion Die Linken sieht den Vertrag als einen Generalangriff auf die Rüstungsexportrichtlinien und sprach sich insbesondere gegen den Export von Kriegstechnologie nach Saudi-Arabien aus, der ihrer Meinung nach durch den Vertrag möglich gemacht werde. Außerdem kritisierte sie, dass über diese Folgen kaum in den Medien berichtet wird.

## Einordnung in die Europäische Union
Weitere Kooperationen einzelner EU-Staaten miteinander sind die Benelux-Staaten (1958), die Visegrád-Gruppe (1991), die Eurozone (1999), die Zentraleuropäische Verteidigungskooperation (2010) und die EU-Südstaaten (2016).